# Fredrik Fåhræus
Fredrik Immanuel Fåhræus, född 4 februari 1862 i Stockholm, död 28 november 1936, var en svensk teolog. Han var son till Fredrik Edvard Fåhræus och bror till Rudolf Fåhræus.
Fåhræus blev filosofie doktor i Uppsala 1886, teologie doktor 1907, lektor i Västerås 1886, prästvigd 1891, domprost i Västerås 1909, samt ledamot av kyrkolagstiftningskommissionen 1915. Han var ordförande Västerås stadsfullmäktige 1919–1931. Bland Fåhræus skrifter märks Den evangeliska skriftprincipen (1906). Han är begravd på Östra kyrkogården i Västerås.